# Sakineh Mohammadi Ashtiani
Sakineh Mohammadi Ashtiani, född 1967 i Tabriz, är en iransk azerisk kvinna som dömts till dödsstraff genom stening efter att ha påståtts erkänna att hon lejt en mördare för att mörda sin make. En beslöjad kvinna uppgav sig vara Ashtiani i en video och erkände mordet, men eftersom kvinnans ansikte doldes i hennes chador gick hon inte att identifiera för omvärlden. Tidigare har hon dömts för äktenskapsbrott.
Flera personer vädjade per brev och mail till den iranska ambassaden i Stockholm om nåd och förbarmande för henne.
Efter 9 år i dödscell benådades Ashtiani för gott uppförande år 2014.